# Siedlung Frankenplatz

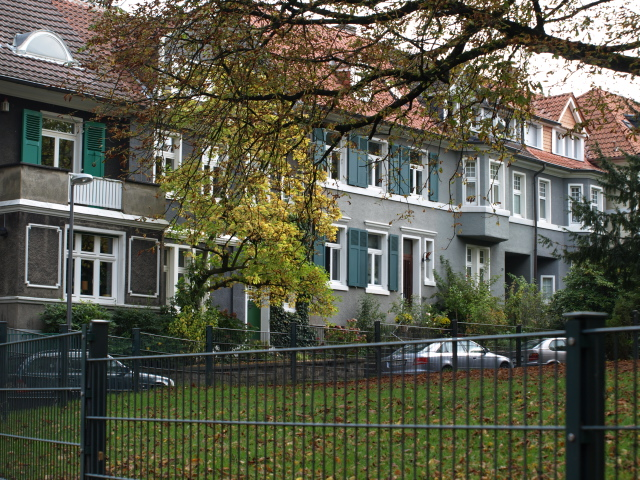
Häuserzeile am Frankenplatz

Die Siedlung Frankenplatz im Volksmund auch Pelerinenviertel (auch in der Schreibweise Pelerinen-Viertel) ist eine Wohnsiedlung im Wuppertaler Stadtbezirk Elberfeld, Wohnquartier Ostersbaum.

## Lage und Beschreibung
Zur Siedlung Frankenplatz gehören insbesondere die Gebäude: Frankenplatz 3–43, 4–12, Frankenstraße 1–19, 2–18, Gotenstraße 3–11, 6–10, Burgunderstraße 1–5 und Friesenstraße 1–27, 2–14 und die Pelerinentreppe und liegen am nördlichen Hang des Hardtberges. Diese Gebäude sind als Baudenkmal geschützt und sind in der Denkmalliste der Stadt Wuppertal eingetragen.

## Etymologie und Geschichte
Von dem Gemeinnützigen Wohnungsbauverein Elberfeld wurden von 1913 bis 1930, in weiten Teilen nach Plänen der Architekten Clemens Julius Mangner aus Barmen und Ernst Bast aus Remscheid, Ein- und Mehrfamilienhäuser auf der Flur Auf der Bredt erbaut.:S. 80 Nach anderer Quelle wird der 1910 gegründete Beamtenwohnungsbauverein genannt; eine Vorgängerorganisation der heutigen Gemeinnützigen Wohnungsgenossenschaft Wuppertal-Mitte (GWM). Das entstandene Wohnviertel zwischen den Straßen Ostersbaum, Reichsallee und Schwabenweg erhielt die volksmündliche Bezeichnung Pelerinenviertel, weil die Erstbezieher in der Mehrzahl Angestellte der Reichspost, insbesondere Briefträger, waren. Die Briefzusteller trugen lange ärmellosen Umhänge, die Pelerinen, um sich vor dem Regen zu schützen.
Die Freitreppe im Viertel zwischen der Bredter Straße und Teutonenstraße, die Pelerinentreppe, erhielt ihren Namen bzw. offizielle Straßenbenennung am 5. März 2008.:S. 300
Ab Ende 2013 baut die GWM im Viertel weitere Mehrfamilienhäuser als Klimaschutzsiedlung NRW an der Friesenstraße.